# Departamento de Sabanalarga
Sabanalarga fue uno de los departamentos del Estado Soberano de Bolívar (Colombia). Fue creado por medio de la ley del 27 de enero de 1860 y transformado en provincia el 26 de diciembre de 1862. Tuvo por cabecera a la ciudad de Sabanalarga.